# Acacia arar
Acacia arar é uma espécie de leguminosa do gênero Acacia, pertencente à família Fabaceae.